# Robin Byrd

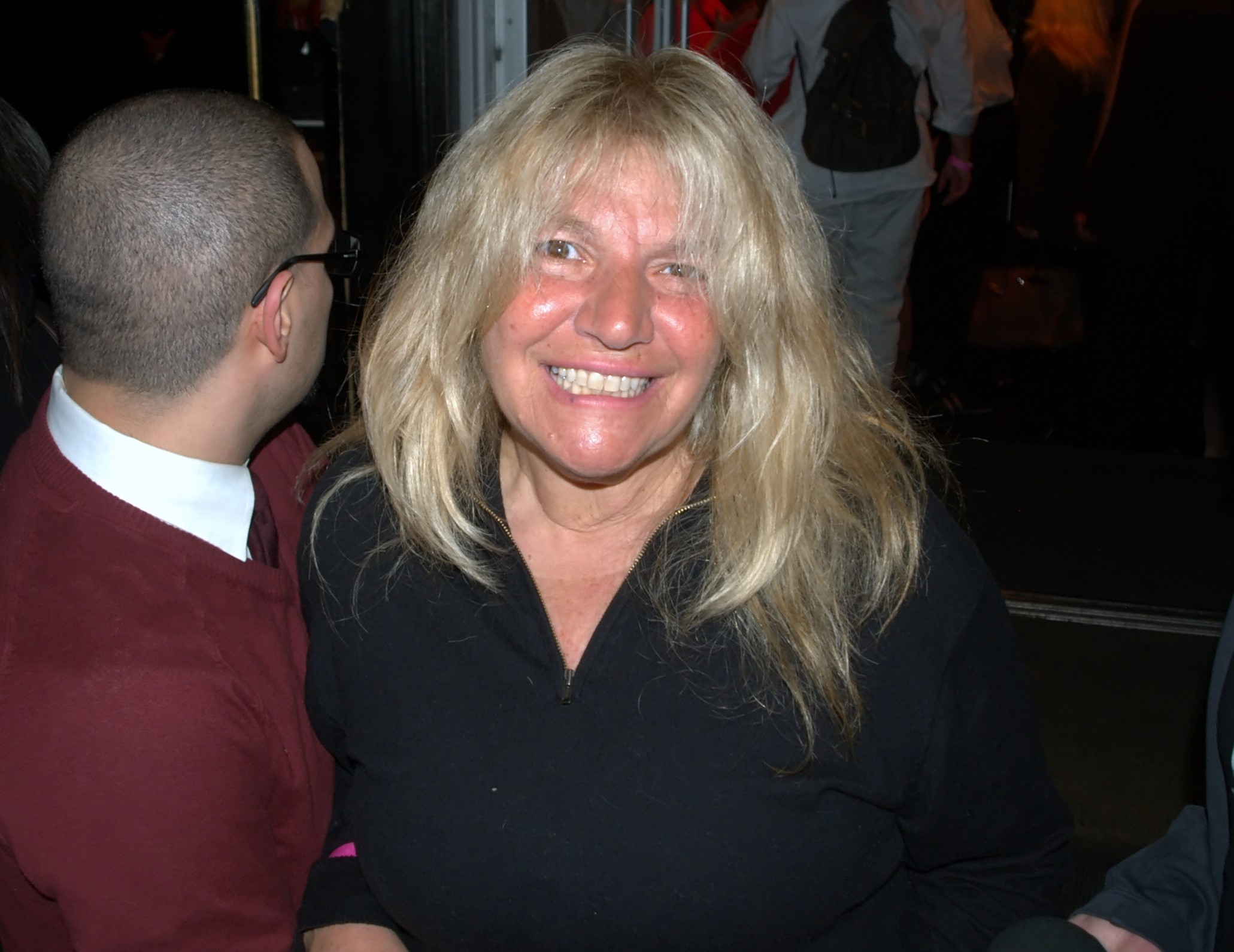
Robin Byrd (2010)

Robin Byrd (* 6. April 1957 in New York City) ist eine ehemalige US-amerikanische Pornodarstellerin und Fernsehmoderatorin.

## Leben
Robin Byrd wuchs in ihrer Geburtsstadt New York City auf. Als sie noch sehr klein war, wurde sie adoptiert. Ihre leiblichen Eltern kennt sie nicht. Sie besuchte das Baruch College und studierte dort Marketing und Werbung, brach den Studiengang jedoch ab. Anschließend besuchte sie die School of Visual Arts und arbeitete dort als Aktmodell. In den 1970ern und 1980ern trat sie in Pornofilmen auf. Ihre bekannteste Mitwirkung ist der Film Debbie Does Dallas (1978) von Jim Clarke.
Mitte der 1970er wurde sie Gastmoderatorin einer Leased-Access-Show namens Hot Legs. Sie wurde ständige Moderatorin und änderte den Namen 1977 in The Robin Byrd Show. Die Sendung lief von 1977 bis 1998 auf dem Sender Channel J in New York City und wurde später als Wiederholung gezeigt. Die Show war anstößig, Byrd moderierte im Bikini, als Gäste wurden männliche und weibliche Pornodarsteller eingeladen. Es gab Striptease und auch gespielte Sexszenen, am Ende tanzten Gäste und Moderatorin zu einem von Byrd komponierten Novelty Song.
Während der über zwanzigjährigen Laufzeit der Sendungen gab es immer wieder Bestrebungen von Time Warner Cable, diese und ähnliche Sendungen auf Grund ihres anstößigen Inhalts aus dem Kabelnetz zu entfernen. Die scheiterte jedoch am 1. Zusatzartikel zur Verfassung der Vereinigten Staaten, der Oberste Gerichtshof der Vereinigten Staaten wies alle Klagen ab. Zuletzt wurde dies 1995 vom United States Court of Appeals for the District of Columbia Circuit bestätigt. Auch heute laufen Wiederholungen der Sendung unzensiert, jedoch mit Warnhinweis.
2004 war Byrd Moderatorin der Dokumentation Access Nation, die von lokalen Fernsehsendern handelt.

## Popkulturelle Referenzen
Die Robin Byrd Show und ihre Pornokarriere machten Robin Byrd landesweit bekannt. Sie tritt häufig als Gaststar und Moderatorin auf Erotikmessen, Pride-Veranstaltungen und AIDS-Informationsveranstaltungen auf. Die Robin Byrd Show wurde von 1997 bis 1998 bei Saturday Night Live parodiert, Cheri Oteri spielte Robin Byrd.
1999 wurde sie als berühmte und einflussreiche New Yorkerin von Richard Avedon fotografiert und im The New Yorker vorgestellt.

## Filmografie
- 1978: Debbie Does Dallas
- 1993: Hilfe! Jeder ist der Größte (Life with Mikey)
- 1997: Las Vegas Revue '97
- 2010: Holy Rollers
- 2022: Fire Island